# Nemum spadiceum
Nemum spadiceum är en halvgräsart som först beskrevs av Jean-Baptiste de Lamarck och som fick sitt nu gällande namn av Nicaise Auguste Desvaux och William Hamilton.
Nemum spadiceum ingår i släktet Nemum och familjen halvgräs.

## Underarter
Arten delas in i följande underarter:
- Nemum spadiceum spadiceum
- Nemum spadiceum  spadolense